# Liberty (hrabstwo Vernon)
Liberty – miasto w Stanach Zjednoczonych, w stanie Wisconsin, w hrabstwie Vernon.